# Trichoplusia indicator
Trichoplusia indicator är en fjärilsart som beskrevs av Walker 1857. Trichoplusia indicator ingår i släktet Trichoplusia och familjen nattflyn. Inga underarter finns listade i Catalogue of Life.